# Наталія Віа Дуфресне
Наталія Віа Дуфресне (ісп. Natalia Vía Dufresne, 10 червня 1973) — іспанська яхтсменка.
Срібна призерка Олімпійських Ігор 1992 (Європа), 2004 (470) років, учасниця 2000, 2008 років.